# Кокенвилије
Кокенвилије (фр. Coquainvilliers) је насељено место у Француској у региону Доња Нормандија, у департману Калвадос.
По подацима из 2011. године у општини је живело 853 становника, а густина насељености је износила 71,68 становника/km².

## Демографија
| 1962. | 1968. | 1975. | 1982. | 1990. | 2011. |
| ----- | ----- | ----- | ----- | ----- | ----- |
| 415   | 427   | 523   | 669   | 712   | 853   |